# Biker Mice from Mars
Biker Mice from Mars (Brasil: Esquadrão Marte / Portugal: Moto Ratos de Marte) é uma série de desenho animado criada por Rick Ungar que conta a história de 3 ratos (português europeu) ou camundongos (português brasileiro) motoqueiros vindos de Marte. Foi originalmente exibido nos Estados Unidos em 1993 e teve 3 temporadas até ser cancelada.
O desenho foi exibido no Brasil nos anos 90 pela Globo, dentro do programa TV Colosso, e também já foi apresentado no bloco Babá Eletrônica da Multishow e na Fox Kids. Em Portugal o desenho foi exibido em 1994 na SIC, no programa Buéréré, e mais tarde, em 2002, pela RTP1, no programa Mega Zip.
A propriedade da série passou para a Disney em 2001, quando a Disney adquiriu a Fox Kids Worldwide, que também inclui a Marvel Productions. Mas a série não está disponível no Disney+.

## Enredo
No planeta Marte existia uma raça de ratos (português europeu) ou camundongos (português brasileiro) antropomórficos que gostavam de motociclismo e tinham uma sociedade e cultura muito similares aos da raça humana. Certo dia, todos eles foram dizimados pelos plutarkianos, uma raça alienígena de humanoides obesos, mau cheirosos e semelhantes a peixes, que exploravam outros planetas em busca de recursos naturais, pois eles exauriram os seus. Três sobreviventes (Throttle, Modo e Vinnie) conseguiram encontrar uma espaçonave e escapar dos plutarkianos, mas logo foram derrubados por uma nave de guerra plutarkiana e acabaram caindo na Terra, na cidade de Chicago. Lá eles encontram uma charmosa mecânica chamada Charlene "Charley" Davidson e descobrem que os plutarkianos vieram à Terra para roubar seus recursos naturais. Descobrem também que o maior industrial de Chicago, Lawrence Limburger, é na verdade um plutarkiano que está disfarçado como humano. Limburger conta com a ajuda de vilões como o sadístico cientista louco Dr. Karbunkle e o estúpido Grease Pit para ajudá-lo a roubar os recursos naturais da Terra e enviá-los ao planeta Plutark. Limburger é uma testemunha involuntária das falhas em seus planos, e seu prédio é destruído pelos motoqueiros de Marte no final de quase todos os episódios.

## Personagens

### Protagonistas
- Throttle (Todd no Brasil e Bugias em Portugal) - O rato (português europeu) ou camundongo (português brasileiro) líder do trio, com pelagem bege. A visão de Throttle foi danificada no mesmo incidente que causou a perda do braço direito de Modo e o ferimento no lado direito da face de Vinnie. Como resultado ele usa um óculos escuros verde com capacidade de reconhecimento de campo. Sua visão não parece ter sido danificada completamente, e ele é capaz de olhar através de um telescópio durante um episódio (teorias atuais de fãs dizem que ele é capaz de ver sem seus óculos por períodos limitados de tempo). Em sua mão direita ele usa uma luva de combate que aumenta a força do impacto de seu punho. Sua primeira citação simbólica na série foi: "Nesse nosso universo louco de pedra, a gente só pode contar com três coisas: sua cabeça, seus parceiros e sua moto!"
- Modo (Brad no Brasil) - O gentil gigante do trio, com pelagem cinza e um tapa-olho, olho que foi ferido supostamente durante um dos experimentos do Dr. Karbunkle. Ele perdeu seu braço direito no mesmo incidente que queimou o lado direito da face de Vinnie e danificou a visão de Throttle. Seu braço foi substituído por uma prótese robótica que possui uma pistola laser embutida que é bastante forte. Quando bravo seu olho direito pisca uma luz vermelha; ele tende a enraivecer quando ele ou seus parceiros são chamados de 'ratos'. Ele é de longe o mais forte dos ratos (português europeu) ou camundongos (português brasileiro), mas também parece ter a maior capacidade de amar (as tentativas de Vinnie são consideradas flertes).
- Vinnie - O auto-intitulado casanova, com pelagem branca. O lado direito de sua face foi queimado no mesmo incidente onde a visão de Throttle foi danificada e onde Modo perdeu seu braço direito. Como resultado ele usa uma placa de metal no rosto. Ele pilota uma moto de corrida vermelha e é ágil e esportivo, frequentemente voluntariando-se para as tarefas mais perigosas, entusiasmando-se com a tarefa e seus feitos subsequentes. Em seu cinto cruzado ele carrega sinalizadores que podem ser acesos e arremessados em inimigos e causá-los queimaduras. Sua moto parece ter o maior arsenal de armas entre os três.
- Charlene "Charley" Davidson - Os ratos (português europeu) ou camundongos (português brasileiro) são sempre apoiados por Charley, uma mecânica humana que é dona da Garagem Last Chance (Última Chance, nas versões em português). Ela é uma mulher teimosa, e está sempre pronta a ir a luta, apesar do trio de motoqueiros tentar mantê-la fora de situações perigosas. Fora ser o alvo dos flertes de Vinnie (o qual ela sempre brinca, rejeitando-o), ela também é responsável pelos aprimoramentos dos equipamentos para o trio e é um gênio da alta tecnologia à sua maneira.

### Antagonistas
- Lawrence Limburger (Lawrence Bolacha no Brasil durante a 1ª temporada e Lawrence Bochecha posteriormente) - O principal antagonista da série, Lawrence Limburger veio de Plutark e tem uma estranha fascinação pela sociedade criminosa terráquea da década de 1930. Vestindo uma máscara para parecer mais humano e um terno lilás na maioria das vezes, ele tenta minar Chicago e outras partes da Terra para coletar vários recursos, incluindo terra, poeira, rochas, neve, metal e petróleo. Seu quartel-general é a torre das Indústrias Limburguer, localizada em Chicago. Infelizmente para ele e suas indústrias seus planos sempre falham, e sua torre é derrubada pelos motoqueiros de Marte no clímax de quase todos os episódios. Reaparece na sequência da série em 2006, mas agora é um lambe-botas do Pit Boss.
- Dr. Karbunkle (Dr. Cérebro no Brasil) - Um magro e astuto cientista. Karbunkle costumava trabalhar para o superior de Limburger, Dominic T. Stilton, até que Limburger o subornou para que mudasse de lado. A principal tarefa de Karbunkle é pensar em máquinas e robôs que batalhem contra os motoqueiros de Marte, assim como recolher recursos da Terra ou procurar pelo vilão da semana em seu transportador dimensional. O que é de senso comum é que durante a Guerra da Liberação em Marte ele deu a Modo seu braço biônico (apesar de que no episódio piloto ele parecia não familiarizado com ele, chamando-o de uma interessante invenção), a Stoker sua cauda biônica e a Throttle seus olhos biônicos defeituosos. Karbunkle é um bajulador, frequentemente visto admirando Limburger e o elogiando, porém sua prioridade é a si mesmo. Ele também frequentemente tortura Fred o Mutante, quase não dá atenção ao seu companheiro de trabalho Grease Pit e negociou com empregados plutarkianos muitas vezes. Karbunkle é muito sádico e é conhecido por divertir-se torturando pessoas. Veste um jaleco branco de laboratório, botas e tem um par de óculos que ele nunca tira e algumas vezes teve mostrada a sua cueca vermelha. Seu nome completo é Benjamin Boris Zachary Karbunkle. Também reaparece na série de 2006, e sofre o mesmo destino de Limburger.
- Fred, o mutante - Fred tem uma porção de alegria em sua vida, ele fica excitado só em pensar na dor que pode sentir, e este é seu propósito, sendo o objeto de muitos dos testes de Karbunkle assim como abusos físicos de Limburger. Ele é um anão com vestes similares as trajadas pelo Quasimodo, é careca, tem três olhos rosas com íris pretas, uma cauda, e um tentáculo ao invés de um braço direito.
- Grease Pit (Bandalha no Brasil, Gordo em Portugal) - O típico estereótipo do cara mau que auxilia o vilão e que não executa bem seu trabalho, geralmente responsável por qualquer projeto que Lawrence Limburger estiver executando no momento. Grease Pit pilota um triciclo e lidera seus capangas na batalha contra os motoqueiros. Ele veste um macacão como um mecânico, fica gotejando graxa, cai constantemente e derruba coisas frequentemente. Foi o primeiro vilão que Limburger contratou, já que suas referências foram tornadas mais "interessantes" para fazê-lo parecer mais capaz do que o trapalhão que realmente é.
- Lord Camembert - Ele é o superior de Limburger e a pessoa a quem deve responsabilidades, embora em alguns casos é todo o conselho do governo plutarkiano que deixa Limburger em pânico sobre uma tarefa atual em que está comprometido.

### Personagens com aparições periódicas
- Napoleon Brie - Um chefe plutarkiano em Detroit e rival de Limburger, exceto o fato de Brie geralmente parecer bem-sucedido. Ele e seu "Número Um", um pistoleiro com uma grande barba ruiva e óculos escuros, dominam Detroit. Fora isso, as tentativas de Brie para livrar-se dos motoqueiros são tão fúteis quanto as de Limburger, e Brie não obtém o auxílio de seu rival para derrotar os ratos (português europeu) ou camundongos (português brasileiro). De baixa estatura e dono de uma grande variedade de máscaras faciais, ele usa somente uma com um olho estranho e tem um sotaque semelhante ao do Hortelino Troca-Letras.

## Ressurgimento em 2006
O desenho Biker Mice from Mars voltou às telas da televisão em 2006. A série Biker Mice From Mars de 2006 é uma continuação da história original.
A nova série foi exibida na 4Kids TV (FOX) nos Estados Unidos em 9 de agosto de 2008 e no outono do mesmo ano na Itália na Italia 1.
A série com novos 28 episódios começou a ser transmitida no Reino Unido no Toonattik na GMTV (agora conhecida nos fins de semana como CITV) em 26 de agosto de 2006. Entretanto, devido a problemas de produção no estúdio nas Filipinas, a série não foi terminada até o início de 2007, resultando no atraso do lançamento nos Estados Unidos e muitos outros países até 2008, enquanto ele ainda precisava ser dublado.
O CITV na ITV2 reexibiu a série original dos anos 90 às 7:55 h de segunda à sexta-feira por 10 semanas a partir do início de setembro de 2006. Foi posteriormente reprisado na ITV2 às 8:25 h de segunda à sexta-feira por 10 semanas a partir de 27 de março de 2007.
A série também foi exibida com sucesso na Finlândia na MTV3 e na Austrália no Channel Ten em outubro de 2006.
A série de 2006 é muito mais voltada para a audiência jovem, mais que na série original.

## Jogos eletrônicos
Um jogo eletrônico de Biker Mice from Mars foi lançado pela Konami para o Super Nintendo Entertainment System em 1994. A versão européia apresenta várias propagandas das barras de chocolate Snickers.
Em 2006 Biker Mice from Mars foi lançado, baseado no desenho que foi relançado no mesmo ano. O jogo foi distribuido na Finlândia, Austrália e Reino Unido para o Nintendo DS e o PlayStation 2. Nenhum desses jogos recebeu muitas críticas positivas, apesar de a versão de PlayStation 2 ter sido um sucesso de vendas na Escandinávia.[carece de fontes?]

## Banda desenhada / Histórias em quadrinhos
A Marvel Comics publicou uma minissérie de três edições no início da década de 90. Em Portugal a minissérie foi publicada pela Panini em 1994.[carece de fontes?]

## Lançamentos em DVD
Toda a primeira temporada foi lançada em DVD no Reino Unido.
No país de origem da série, os Estados Unidos, a primeira temporada completa está disponível na Amazon.com, mas ainda será lançada em outras lojas.[carece de fontes?]